# Mađir
Mađir (en serbe cyrillique : Мађир) est un faubourg de Banja Luka, la capitale de la république serbe de Bosnie, Bosnie-Herzégovine.
Mađir est situé à l'est du centre ville.